# Балтым (озеро)
Балты́м — озеро в городском округе Верхняя Пышма Свердловской области России, принадлежащее к бассейну реки Пышмы.

## Гидроним
Происхождение названия озера связывают с пермскими или угорскими источниками, где «ты» означает «озеро». Конечное «м» относят к поздней русскоязычной модификации. Основа «бал» объясняется мансийским «павыл» (паул) или венгерским «фалу» — «деревня», «селение». Впоследствии произошло сближение с тюркским «балта» — «топор».

## Характеристика

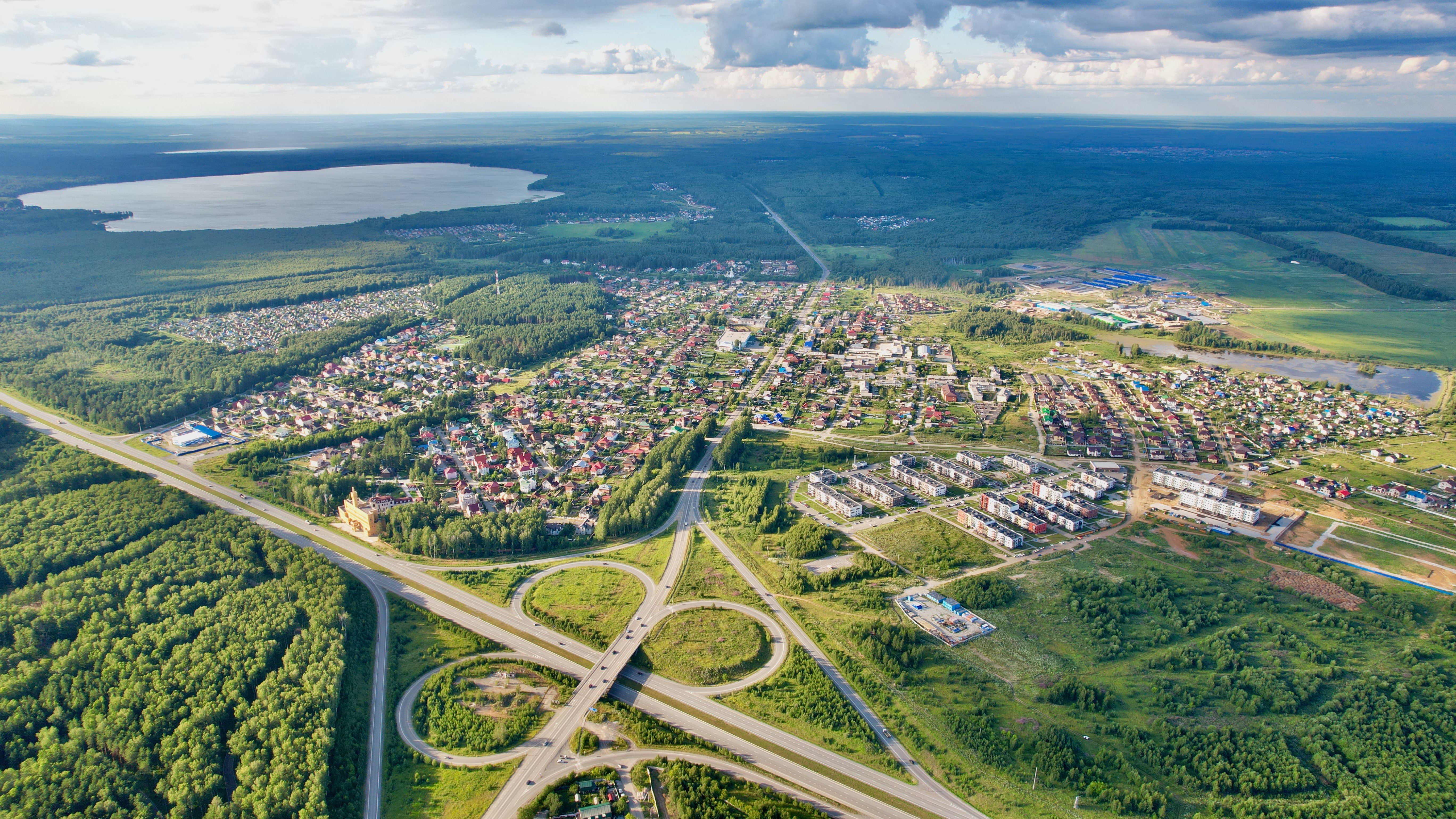
Вид на село Балтым и озеро Балтым

Площадь озера 7,5 км². Высота над уровнем моря — 274 м.
Озеро является одним из самых любимых мест отдыха жителей города Екатеринбурга и близлежащих городов. По его берегам расположены многочисленные базы отдыха промышленных предприятий, лагеря отдыха, санатории, дачи, лодочные станции, пляжи, загородный клуб «Огонь пляж», загородный клуб «Лесная сказка», стоянки для машин и мотоциклов, прокат квадроциклов, а в зимнее время прокат снегоходов и ледовый автодром. Озеро, особенно в летний период, испытывает огромный приток отдыхающих, что отражается на состоянии вод и его водосборной площади.
На озере располагается яхт-клуб Уральской горно-металлургической компании. Ежегодно проводится парусная регата. На восточном берегу находится Дом рыбака. Здесь расположено приписное хозяйство рыбаков и охотников Уралмашзавода.
На праздник Крещения Господня освящается иордань с последующим купанием.

## Флора и фауна
В озере водится рыба: лещ, плотва, окунь, карась, линь, щука, ёрш.